# 1105
| Calendário gregoriano                                                        | 1105 MCV                                             |
| Ab urbe condita                                                              | 1858                                                 |
| Calendário arménio                                                           | 554 – 555                                            |
| Calendário bahá'í                                                            | -739 – -738                                          |
| Calendário budista                                                           | 1649                                                 |
| Calendário chinês                                                            | 3801 – 3802 Início a 18 de janeiro (aproximadamente) |
| Calendário copta                                                             | 821 – 822                                            |
| Calendário etíope                                                            | 1097 – 1098                                          |
| Calendários hindus - Vikram Samvat - Calendário nacional indiano - Cáli Iuga | 1160 – 1161 1026 – 1027 4205 – 4206                  |
| Calendário Holoceno                                                          | 11105                                                |
| Calendário islâmico                                                          | 498 – 499                                            |
| Calendário judaico                                                           | 4865 – 4866                                          |
| Calendário persa                                                             | 483 – 484                                            |
| Calendário rúnico                                                            | 1355                                                 |
| Calendário solar tailandês                                                   | 1648                                                 |

1105 (MCV, na numeração romana) foi um ano comum do século XII do calendário juliano, da Era de Cristo, a sua letra dominical foi A (52 semanas), teve início a um domingo e terminou também a um domingo.
No território que viria a ser o reino de Portugal estava em vigor a Era de César que já contava 1143 anos.
| Ano completo                    |
| ------------------------------- |
| Ano comum com início ao domingo |

## Eventos
- Pacto sucessório entre o conde D. Henrique de Borgonha e o conde D. Raimundo de Borgonha, pelo qual, por morte de D. Afonso VI, o primeiro reconhecia o segundo como o legítimo herdeiro dos reinos de Leão, Castela e Galiza e prometia defendê-lo contra qualquer homem ou mulher, na qualidade de seu vassalo. Raimundo, por sua vez, jurava conceder a Henrique o território de Toledo, com um terço dos seus tesouros, e as terras da Galiza.
- Terceira Batalha de Ramla, entre o Reino de Jerusalém e o Califado Fatímida.

## Nascimentos
- 1 de Março - Afonso Raimundes, filho do conde D. Raimundo de Borgonha e de D. Urraca, posteriormente coroado rei da Galiza e imperador Afonso VII de Castela e Leão (m. 1157).

## Mortes
- 28 de Fevereiro - Raimundo IV de Toulouse, conde de Trípoli e um dos líderes da Primeira Cruzada (n. 1041 ou 1042).
- Emérico I de Narbona (1060 - 1105) Visconde de Narbona, na região francesa de Languedoc-Roussillon.
- 21 de Julho - Frederico I da Suábia n. 1050, duque da Suábia.